# Armée démocratique de Grèce

La distribution des forces de l'ADG au territoire grec

L’Armée démocratique de Grèce (ADG) (en grec moderne : Δημοκρατικός Στρατός Ελλάδας), était la milice formée par le Parti communiste grec lors de la Guerre civile grecque de 1946–1949.

## Le serment du combattant de l’Armée Démocratique de Grèce
Le serment était écrit à l’intérieur du livret de tous les combattants et des officiers de l'ADG :
« Moi, enfant du peuple de Grèce et combattant de l’Armée démocratique de Grèce, je jure de me battre avec arme à la main, de donner mon sang et même ma vie pour chasser tout occupant étranger qui se trouve sur le sol de ma patrie. Pour faire disparaître toute trace de fascisme. Pour faire disparaître et pour défendre l’indépendance nationale, l’intégrité territoriale de ma patrie. Pour garantir et défendre la démocratie, l’honneur, le travail, les biens et le progrès de notre peuple.
Je jure d’être bon, brave et soldat discipliné, d’obéir aux ordres de mes supérieurs hiérarchiques, et d’exécuter les dispositions du règlement et de garder les secrets de l’Armée démocratique de Grèce.
Je jure d’avoir une conduite exemplaire vers le peuple, promoteur et meneur de l’unité populaire et de conciliation et d’éviter chaque acte qui m’expose et me déshonore en tant qu’individu et combattant. Mon idéal est une Grèce démocratique libre et forte et le progrès et la prospérité du peuple. Pour servir cet idéal je dispose de mon arme et de ma vie.
Si jamais je suis déloyal et je viole intentionnellement mon serment, que la patrie me sanctionne impitoyablement, que mon peuple me haïsse et méprise. »

## Sources
- « La Vérité sur la Grèce », Livre bleu: Sur l'occupation americano-anglais; Sur le régime monarcho-fasciste; Sur la lutte du peuple grec, Ed. Ministère des Affaires Etrangères du Gouvernement Démocratique Provisoire de Grèce, août 1948.
- « Pour la Paix et la Démocratie en Grèce », Deuxième livre bleu: Sur l'occupation americano-anglais; Sur le régime monarcho-fasciste; Sur la lutte libératrice du peuple, Ed. Gouvernement Démocratique Provisoire de Grèce, août 1949.
- « Gouvernement Démocratique Provisoire de Grèce », Réponse au rapport de la Commission spéciale de l'O.N.U. pour le Balkans, septembre 1949.
- « Grand Quartier Général de l'Armée Démocratique de Grèce », Pour le deuxième anniversaire de l’armée Démocratique de Grèce 28 X 1946 - 28 X 1948, août 1949.
- « Pourquoi lutte le peuple grec », pour sa Liberté et son Indépendance pour la Paix Mondiale, Ed. "Grèce Libre", 1949.
- « Union Démocratique des Femmes de Grèce », Le pays d'Ilektra ne fera jamais la guerre au pays de Zoya, 1950.
- « Union Démocratique des Femmes de Grèce », Pour que la vie triomphe, 1949.
- « Takis Hatzis », Mourgana, traduit par Melpo Axioti, Ed. Comité Français d'aide à la Grèce Démocratique, 1948.